# Ericsson Open 2000
Ericsson Open 2000 - тенісний турнір, що проходив на відкритих кортах з твердим покриттям у Tennis Center at Crandon Park у Кі-Біскейні, США. Належав до серії Мастерс в рамках Туру ATP 2000, а також до серії Tier I в рамках Туру WTA 2000. Відбувсь ушістнадцяте й тривав з 23 березня до 6 квітня 2000 року.

## Фінальна частина

### Чоловіки. Одиночний розряд
Піт Сампрас —  Густаво Куертен 6–1, 6–7(2–7), 7–6(7–5), 7–6(10–8)
- Для Сампраса це був перший титул за сезон і 62-й - за кар'єру. Це був його перший титул Мастерс за сезон і 11-й - загалом. Це була його третя перемога на цьому турнірі після 1993 і 1994 років.

### Одиночний розряд. Жінки
Мартіна Хінгіс —  Ліндсі Девенпорт 6–3, 6–2
- Для Хінгіс це був другий титул за сезон і 28-й — за кар'єру. Це був її перший титул Tier I за сезон і 11-й - загалом. Це була її друга перемога на цьому турнірі після 1997 року.

### Парний розряд. Чоловіки
Тодд Вудбрідж /  Марк Вудфорд —  Мартін Дамм /  Домінік Грбатий 6–3, 6–4

### Парний розряд. Жінки
Жюлі Алар-Декюжі /  Ай Суґіяма —  Ніколь Арендт /  Манон Боллеграф 4–6, 7–5, 6–4